# Översvämningarna vid Persiska viken 2024
Översvämningarna vid Persiska viken 2024 inträffade i april då mycket kraftigt regn drabbade området kring Persiska viken, vilket orsakade översvämningar i de omkringliggande länderna. Översvämningarna hade en betydande inverkan på hela regionen, där Oman och Förenade Arabemiraten drabbades särskilt hårt, vilket resulterade i minst 24 människors död. Sydöstra Iran, Jemen, delar av Saudiarabien, Bahrain och Qatar drabbades också av kraftiga regn och påföljande översvämningar.
Persiska viken är känd för sitt varma och torra väder, trots att kraftiga regn som orsakat översvämningar har inträffat med ökad regelbundenhet de senaste åren. Meteorologer från University of Reading, vars molnsåddsprogram används av Förenade Arabemiraten, uppgav att det kraftiga regnet orsakades av stora åskväder. Andra kommentatorer har kopplat det ovanliga vädret till klimatförändringar. Regionen har även drabbats av värmeböljor och cykloner de senaste åren, och med stigande temperaturer och luftfuktighetsnivåer verkar en fortsatt ökad risk för översvämningar i viken sannolik.

## Respons
Den 17 april 2024 tillkännagav kronprinsen och Bahrains premiärminister Salman bin Hamad Al Khalifa att staten planerade kompensera invånare vars hem skadats av översvämningarna.
Polisen i Oman genomförde 152 operationer och räddade 1 630 strandsatta personer från översvämningar över hela landet.